# Quitxé
El quitxé o també k'itxe'  és una llengua que forma part del grup quitxé dins de la família lingüística de les llengües maies. És parlat per bona part dels quitxés originaris de Guatemala, encara que també té presència al sud-est de Mèxic a causa de la migració de refugiats a aquest país durant el període del genocidi maia en els anys vuitanta. Segons el cens guatemaltec de 2020 compta amb gairebé 900.000 parlants, encara que SIL International estima que el nombre total de parlants de quitxé és de més de 2.000.000 és la llengua maia amb la comunitat lingüística més extensa i la segona llengua de Guatemala, després del castellà. Molts parlants del quitxé són bilingües de la seva llengua nativa i espanyol, encara que aquest fenomen és menys freqüent en els àmbits rurals aïllats.
Existeix una substancial variació dialectal del quitxé, i alguns dels seus dialectes són considerats en algunes ocasions com a llengües separades. La major part dels parlants empren la varietat coneguda com a quitxé central, que també és la més emprada en els mitjans de comunicació i l'àmbit educatiu. Altres dialectes són el quitxé centre-occidental, quitxé de San Andrés, quitxé de Joyabaj, quitxé oriental, quitxé de Nahualá i quitxé de Cunén.
Encara que no és una llengua oficial ni a Guatemala ni a Mèxic i els nivells d'alfabetització com a primera llengua són baixos, la importància del quitxé tendeix a créixer tant a les escoles com en el radi al territori guatemalenc. És reconegut com a llengua nacional a Guatemala arran de la "Llei d'Idiomes Nacionals" aprovat pel Congrés de Guatemala en 2003. A Mèxic, com a resultat de les reformes a la Constitució d'aquest país i les lleis reglamentàries derivades, el quitxé té reconeixement de llengua nacional, amb la mateixa validesa al territori mexicà que l'espanyol i altres seixanta-set llengües indígenes.
L'obra més coneguda escrita en quitxé clàssic és el Popol Vuh (llibre de la comunitat).

## Fonologia

### Vocals
| [a] | vocal anterior oberta no arrodonida       | a |
| [ə] | vocal mitjana central no arrodonida       | ä |
| [ɛ] | vocal anterior semi-tancada no arrodonida | e |
| [i] | vocal central tancada no arrodonida       | i |
| [o] | vocal posterior semitancada no arrodonida | o |
| [u] | vocal posterior tancada arrodonida        | u |

### Consonants
|            | Bilabial | Bilabial  | Alveolar    | Alveolar    | Palatal | Palatal  | Velar  | Velar    | Uvular | Uvular   | Glotal |       |
| ---------- | -------- | --------- | ----------- | ----------- | ------- | -------- | ------ | -------- | ------ | -------- | ------ | ----- |
|            | normal   | implosiva | normal      | ejectiva    | normal  | ejectiva | normal | ejectiva | normal | ejectiva | normal |       |
| Oclusives  | p [p]    | b’ [ɓ]    | t [t]       | t’ [t']     |         |          | k [k]  | k’ [k']  | q [q]  | q’ [q']  | ' [ʔ]  |       |
| Africades  |          |           | tz [ʦ]      | tz' [ʦ’]    | ch [ʧʰ] | ch' [ʧ’] |        |          |        |          |        |       |
| Fricatives |          |           | s [s]       | s [s]       | x [ʃ]   | x [ʃ]    |        |          | j [x]  | j [x]    | h [h]  | h [h] |
| Nasals     | m [m]    | m [m]     | n [n]       | n [n]       |         |          | nh [ŋ] | nh [ŋ]   |        |          |        |       |
| Líquides   |          |           | l [l] r [r] | l [l] r [r] |         |          |        |          |        |          |        |       |
| Semivocals |          |           |             |             | y [j]   | y [j]    | w [w]  | w [w]    |        |          |        |       |

## Ortografia
Al llarg de la història s'han emprat diversos sistemes ortogràfics per transliterar l'idioma quitxé. L'ortografia clàssica del pare Francisco Ximénez, que va transcriure el Popol Vuh, està basada en l'ortografia espanyola de l'època. En temps recents ha estat reemplaçada per l'ortografia estandarditzada de l'Academia de Lenguas Mayas de Guatemala (ALMG).
L'etnohistoriador i maianista Dennis Tedlock empra el seu propi sistema de transliteració, diferent en tots els sentits de les ortografies establertes.

## Sintaxi i morfologia
L'idioma quitxé empra un ordre subjecte verb objecte, en oposició a moltes llengs maies en les quals el verb és l'element inicial d'una oració. La variació d'aquest esquema és poc comú, i alguns parlants actuals empren el sistema verb subjecte objecte.